# Haliplus
Haliplus är ett släkte av skalbaggar som beskrevs av Pierre André Latreille 1802. Haliplus ingår i familjen vattentrampare.

## Bildgalleri

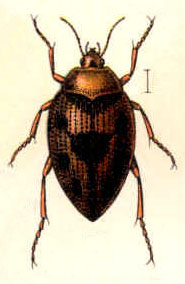
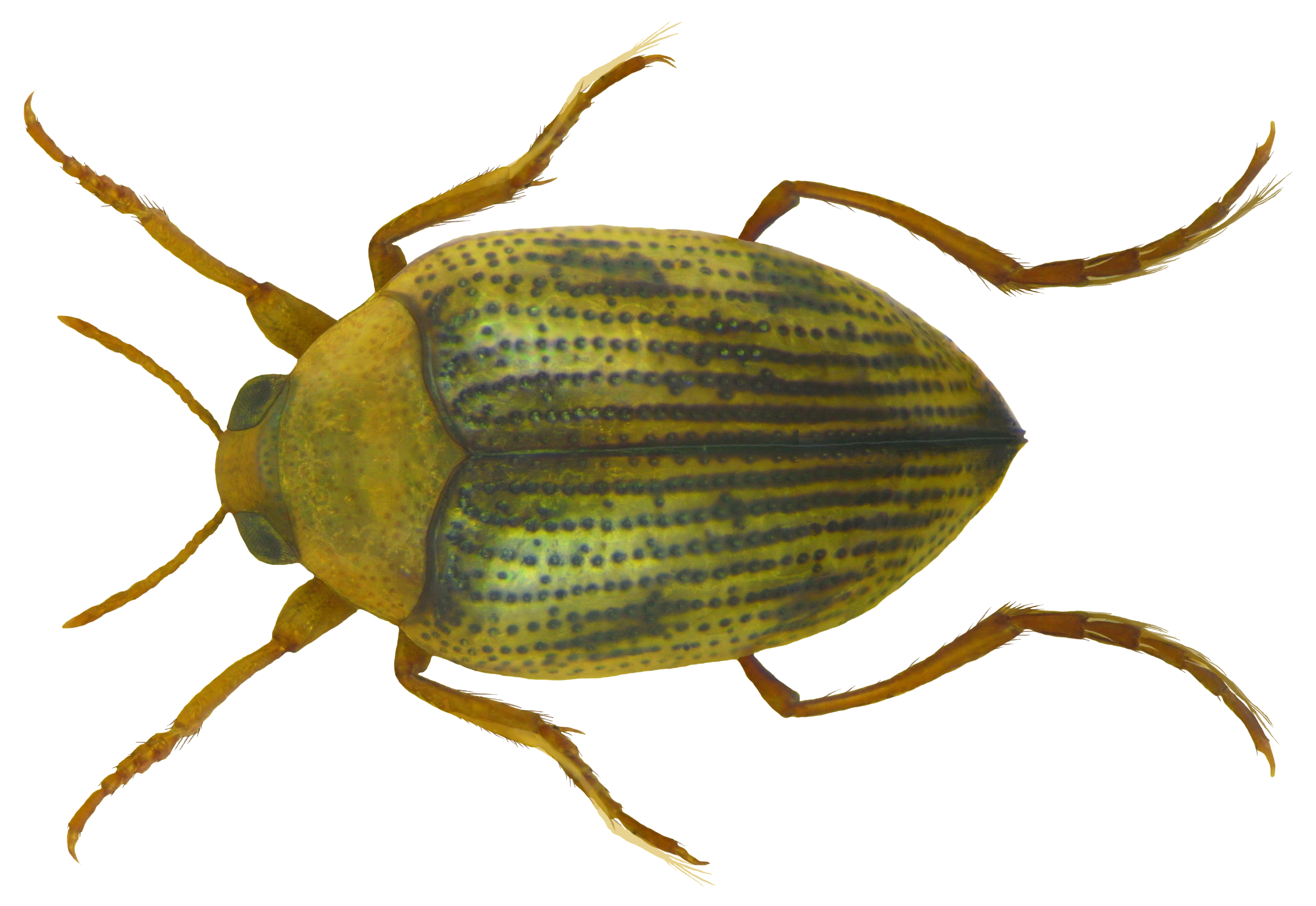

## Dottertaxa tillHaliplus, i alfabetisk ordning[1][2]
- Haliplus allisonae
- Haliplus annulatus
- Haliplus apicalis
- Haliplus apostolicus
- Haliplus bierigi
- Haliplus blanchardi
- Haliplus borealis
- Haliplus brandeni
- Haliplus canadensis
- Haliplus carinatus
- Haliplus columbiensis
- Haliplus concolor
- Haliplus confinis
- Haliplus confluentus
- Haliplus connexus
- Haliplus crassus
- Haliplus cribrarius
- Haliplus cubensis
- Haliplus curtulus
- Haliplus cylindricus
- Haliplus deceptus
- Haliplus distinctus
- Haliplus dorsomaculatus
- Haliplus falli
- Haliplus fasciatus
- Haliplus flavicollis
- Haliplus fluviatilis
- Haliplus fulvicollis
- Haliplus fulvus
- Haliplus furcatus
- Haliplus gracilis
- Haliplus gravidus
- Haliplus havaniensis
- Haliplus heydeni
- Haliplus hoppingi
- Haliplus immaculatus
- Haliplus immaculicollis
- Haliplus interjectus
- Haliplus laminatus
- Haliplus leechi
- Haliplus leopardus
- Haliplus lewsii
- Haliplus lineatocollis
- Haliplus lineolatus
- Haliplus longulus
- Haliplus mimeticus
- Haliplus minor
- Haliplus mutchleri
- Haliplus nanus
- Haliplus nitens
- Haliplus obliquus
- Haliplus ohioensis
- Haliplus oklahomensis
- Haliplus panamanus
- Haliplus pantherinus
- Haliplus pseudofasciatus
- Haliplus punctatus
- Haliplus robertsi
- Haliplus ruficollis
- Haliplus rugosus
- Haliplus salinarius
- Haliplus salmo
- Haliplus sibiricus
- Haliplus solitarius
- Haliplus stagninus
- Haliplus strigatus
- Haliplus subguttatus
- Haliplus tortilipennis
- Haliplus triopsis
- Haliplus tumidus
- Haliplus ungularis
- Haliplus wallisi
- Haliplus vancouverensis
- Haliplus variegatus
- Haliplus variomaculatus
- Haliplus varius